# How Heavy Are the Dumbbells You Lift?
How Heavy Are the Dumbbells You Lift? (яп. ダンベル何キロ持てる？ Дамбэру нан-киро мотэру?, «Насколько тяжёлые гантели ты сможешь поднять?») — манга, написанная Ябако Сандровичем и проиллюстрированная MAAM. Публикуется в сервисах цифровой манги Ura Sunday и MangaONE издательства Shogakukan с августа 2016 года и по состоянию на август 2024 года издана в двадцати томах-танкобонах. Студией Doga Kobo манга адаптирована в формат аниме-сериала, трансляция которого проходила с июля по сентябрь 2019 года.

## Сюжет
Старшеклассница Хибики Сакура обожает вкусно и много поесть. Услышав от своей подруги Аяки Уэхары замечание по поводу лишнего веса, Хибики с явной неохотой думает о том, чтобы записаться в спортзал. С этой целью она отправляется в спортивный комплекс «Сильверман», где узнаёт, что туда же записалась и председатель их школьного совета Акэми Сорюин. Встретив Нарудзо Матио, одного из тренеров, Хибики по уши влюбляется в него и принимает решение записаться в спортзал. Мотивированная Нарудзо, Хибики ставит себе цель похудеть.

## Персонажи

### Основные
Хибики Сакура (яп. 紗倉 ひびき Сакура Хибики) — ученица второго года старшей школы, записавшаяся в спортзал для того, чтобы похудеть. Из-за отсутствия регулярных упражнений и её привычек в еде она быстро утомляется, и любой прогресс, которого она достигает, мгновенно сводится на нет. Однако по мере развития сюжета её физическое состояние постепенно улучшается, и при этом выясняется, что у неё есть скрытый талант к единоборствам. У неё есть старший брат, который работает управляющим в ресторане по продаже якинику, где Хибики иногда помогает.
Сэйю: Ай Файруз
Акэми Сорюин (яп. 奏流院 朱美 Со:рю:ин Акэми) — ученица второго года старшей школы и председатель школьного совета. Популярна в школе из-за своей красоты, также преуспевает в спорте и учёбе. Из богатой семьи. Без ума от накачанных мужчин; она записалась в спортзал только для удовлетворения своих вожделений и часто высказывает пожелание, чтобы Хибики и другие персонажи стали выглядеть как мачо. В отличие от Хибики, она в гораздо лучшей физической форме. Имя персонажа — отсылка к более ранней работе Сандровича, манге под названием Kengan Ashura, в которой она является младшей сестрой одного из персонажей по имени Сион Сорюин.
Сэйю: Сора Амамия
Аяка Уэхара (яп. 上原 彩也香 Уэхара Аяка) — ученица второго года старшей школы, лучшая подруга Хибики. Обожает совместные с Хибики сеансы просмотров фильмов. И она, и её сестра — дочери известного бывшего профессионального боксёра, который основал свой собственный спортзал под названием «Великолепие» (яп. 光栄ボクシングジム ко:эй бокусингу дзиму). Поскольку отец учил их обеих боксировать с юных лет, она находится в отличной физической форме и является способным боксёром, тренирующем новичков. Её подготовка такова, что она может отлично вести бой с тенью и даже выполнять «Драконов флаг», известный своей экстремальной сложностью.
Сэйю: Сидзука Исигами
Зина Бойд (яп. ジーナ・ボイド Дзи:на Бойдо) — клиентка московского филиала компании «Сильверман». Проиграв Хибики в армрестлинге, она объявляет её своей соперницей и переезжает в Японию, переводится в школу Хибики и даже поселяется в её доме (со слов, по программе обмена). Хотя Зина и не занимается силовыми тренировками, она практикуется в самбо и таким образом ей удаётся оставаться в форме. Старается поддерживать имидж типичной стереотипной русской, однако на самом деле она — отаку. Зина была первым человеком, открывшим увлечение Сатоми косплеем. Как и в случае с Акэми, её имя отсылает к персонажу из Kengan Ashura, а именно — к племяннице второстепенного персонажа Ивана Караева.
Сэйю: Нао Тояма
Сатоми Татибана (яп. 立花 里美 Татибана Сатоми) — учительница истории в женской академии «Коё», в которой учатся прочие главные героини. Втайне ото всех увлекается косплеем и выступает под псевдонимом Юриа Рико (яп. 百合亞リコ). Записавшись в спортзал «Сильверман», она, как и Хибики, влюбляется в Матио.
Сэйю: Юи Хориэ
Нарудзо Матио (яп. 街雄 鳴造 Матио Нарудзо:) — инструктор в спорткомплексе «Сильверман», регулярно тренирующий Хибики и Акэми. Хибики влюбляется в него с первого взгляда, что становится её основной мотивацией ходить в спортзал. Нарудзо предан своему делу, он добросердечный и вежливый профессионал, который всегда искренне помогает и поддерживает Хибики. Будучи в одежде, Матио выглядит ничем не примечательным молодым человеком; на самом деле у него крупное и строго очерченное телосложение с настолько большой мышечной массой, что стоит ему лишь напрячь мышцы, как его одежда буквально разлетается в клочки, что сильно контрастирует с его ребяческим лицом. По сюжету выясняется, что Нарудзо был одноклассником брата Хибики и сестры Аяки, а также учеником Харнольда Догегенчонеггера.
Сэйю: Кайто Исикава

### Второстепенные
Харнольд Догегенчонеггер (яп. ハーンノルド・ドゲゲンチョネッガー Ха:ннорудо Догэгэнтёнэгга:) — известный актёр и кинозвезда, большими поклонницами которого являются Хибики и Аяка. Наставник Матио. Пародия на американского киноактёра Арнольда Шварценеггера.
Сэйю: Тэссё Гэнда
Нана Уэхара (яп. 上原 ナナ Уэхара Нана) — старшая сестра Аяки. Работает тренером по боксу в спортзале «Великолепие».
Сэйю: Рина Сато
Румика Айна (яп. 愛菜 るみか Айна Румика) — классный руководитель Хибики и Аяки. Как и Сатоми, втайне ото всех увлекается косплеем.
Сэйю: Харука Томацу
Якуся Курэ (яп. 呉 夜叉 Курэ Якуся) — классная руководительница Акэми и Зины. Находится в отличной физической форме и очень не любит, когда её называют старой. Её персонаж является отсылкой к более ранней работе Сандровича, манге под названием Kengan Ashura. Персонаж из данной манги — член клана Курэ, печально известной семьи наёмных убийц, и мать одного из персонажей — Карлы Курэ.
Сэйю: Саяка Охара
Кутаро Дэйрэ (яп. 出入 苦多朗 Дэйрэ Кутаро:) — руководитель телестудии.
Сэйю: Хироюки Ёсино
Джейсон Сгейтем (яп. ジェイソン・スゲエサム Дзэйсон Сугээсаму) — секретарь Харнольда Догегенчонеггера. Пародия на британского киноактёра Джейсона Стейтема.
Сэйю: Юити Накамура

## Медиа

### Манга
How Heavy Are the Dumbbells You Lift?, написанная Ябако Сандровичем и проиллюстрированная художником с псевдонимом MAAM, публикуется в сервисах цифровой манги Ura Sunday и MangaONE издательства Shogakukan с 5 августа 2016 года. На август 2024 года главы манги были скомпонованы в двадцать томов-танкобонов. Первый том поступил в продажу 19 декабря 2016 года.
Действие сюжета How Heavy Are the Dumbbells You Lift? разворачивается в той же вселенной, что и сюжет манги Сандровича Kengan Ashura.
В апреле 2019 года американское издательство Seven Seas Entertainment объявило о приобретении прав на публикацию манги на английском языке.

#### Список томов
| №  | Дата публикации     | ISBN                   |
| -- | ------------------- | ---------------------- |
| 01 | 19 декабря 2016 г.  | ISBN 978-4-0912-7466-3 |
| 02 | 12 июня 2017 г.     | ISBN 978-4-0912-7632-2 |
| 03 | 12 декабря 2017 г.  | ISBN 978-4-0912-8050-3 |
| 04 | 12 апреля 2018 г.   | ISBN 978-4-0912-8266-8 |
| 05 | 19 октября 2018 г.  | ISBN 978-4-0912-8674-1 |
| 06 | 18 января 2019 г.   | ISBN 978-4-0912-8756-4 |
| 07 | 19 июня 2019 г.     | ISBN 978-4-0912-9238-4 |
| 08 | 8 августа 2019 г.   | ISBN 978-4-0912-9375-6 |
| 09 | 10 апреля 2020 г.   | ISBN 978-4-0985-0092-5 |
| 10 | 12 августа 2020 г.  | ISBN 978-4-0985-0219-6 |
| 11 | 19 января 2021 г.   | ISBN 978-4-0985-0436-7 |
| 12 | 12 апреля 2021 г.   | ISBN 978-4-0985-0500-5 |
| 13 | 11 августа 2021 г.  | ISBN 978-4-0985-0665-1 |
| 14 | 10 декабря 2021 г.  | ISBN 978-4-0985-0830-3 |
| 15 | 18 мая 2022 г.      | ISBN 978-4-0985-1109-9 |
| 16 | 19 июля 2022 г.     | ISBN 978-4-0985-1199-0 |
| 17 | 19 декабря 2022 г.  | ISBN 978-4-0985-1451-9 |
| 18 | 12 апреля 2023 г.   | ISBN 978-4-0985-2002-2 |
| 19 | 19 сентября 2023 г. | ISBN 978-4-0985-2832-5 |
| 20 | 19 августа 2024 г.  | ISBN 978-4-0985-3528-6 |

### Аниме
Об адаптации манги в формат аниме-сериала было объявлено 15 января 2019 года. Производством аниме-сериала занялась студия Doga Kobo, на должность режиссёра был назначен Мицуэ Ямадзаки, сценаристом стал Фумихико Симо, дизайнером персонажей — Ай Кикути, а композитором — Юкари Хасимото. Аниме-сериал транслировался со 3 июля по 18 сентября 2019 года на AT-X, Tokyo MX и других телеканалах. Открывающая музыкальная тема аниме-сериала — «Onegai Muscle» (яп. お願いマッスル Онэгаи массуру, «Попросим мускулы»), исполненная Ай Файруз и Кайто Исикавой; закрывающая — «Macho A Name?» (яп. マッチョアネーム？ Маттё а нэ:му?, «Имя мачо?»), исполненная Исикавой.
За пределами Азии аниме-сериал лицензирован стриминговым сервисом Funimation. После приобретения корпорацией Sony сервиса Crunchyroll аниме-сериал был перенесён в каталог данного сервиса. На территории Юго-Восточной Азии аниме-сериал лицензирован компанией Medialink и транслировался посредством YouTube-каналов Ani-One.

## Приём

### Общее
По данным еженедельного чарта Oricon, всего в период с 11 по 17 декабря 2017 года было продано 22 155 копий третьего тома How Heavy Are the Dumbbells You Lift?.
В ноябре 2019 года манга была номинирована на премию манги Shogakukan в категории «сёнэн». В этом же месяце компания B’full выпустила коллекционные фигурки персонажей Хибики и Акэми.
В декабре 2019 года строчки из открывающей музыкальной темы и из видео с тренировками были включены интернет-порталом Gadget Tsushin в список модных слов в аниме 2019 года.

### Награды и номинации аниме
| Год  | Награда                  | Результат  | Категория                                    | Номинант                              | Прим.  |
| ---- | ------------------------ | ---------- | -------------------------------------------- | ------------------------------------- | ------ |
| 2020 | Anime Trending Awards    | 6-е место  | Аниме года в жанре повседневность            | How Heavy Are the Dumbbells You Lift? | [ 48 ] |
| 2020 | Anime Trending Awards    | 5-е место  | Комедийное аниме года                        | How Heavy Are the Dumbbells You Lift? | [ 48 ] |
| 2020 | Anime Trending Awards    | 11-е место | Лучший дизайн персонажей                     | How Heavy Are the Dumbbells You Lift? | [ 48 ] |
| 2020 | Anime Trending Awards    | 5-е место  | Мужчина года — второй план                   | Нарудзо Матио                         | [ 48 ] |
| 2020 | Anime Trending Awards    | 1-е место  | Спортивное аниме года                        | How Heavy Are the Dumbbells You Lift? | [ 48 ] |
| 2020 | Anime Trending Awards    | 54-е место | Универсальное голосование по всем персонажам | Хибики Сакура                         | [ 48 ] |
| 2020 | Anime Trending Awards    | 67-е место | Универсальное голосование по всем персонажам | Нарудзо Матио                         | [ 48 ] |
| 2020 | Crunchyroll Anime Awards | Номинация  | Лучшая комедия                               | How Heavy Are the Dumbbells You Lift? | [ 49 ] |
| 2020 | Crunchyroll Anime Awards | Номинация  | Лучший мужской персонаж                      | Нарудзо Матио                         | [ 49 ] |